# 武臣
武 臣（ぶ しん、? - 紀元前208年）は、秦末の武将。陳勝配下の将軍で、武信君 と称し、後に趙王となるが、配下の李良に殺された。

## 生涯
陳郡陳県（現在の河南省周口市淮陽区）に住んでいた。陳勝とは昔から親しかった。
二世元年（紀元前209年）7月、陳勝・呉広の乱が起こる。陳勝たちは陳を制圧すると、陳勝は国号を張楚とし、王を名乗った。陳勝は、呉広を仮王に任じ、各地に呉広や鄧宗・葛嬰を派遣し、秦の土地を攻略させた。
賢人と評判の高かった陳余から、「兵をもらい、趙の地を攻略したい」という提案を受けた陳勝は、武臣を将軍に任じたうえ、邵騒を護軍に任じ、張耳・陳余の2名を左右校尉に配し、3,000の軍勢を与え、北上させて趙の地を攻略させた。
武臣らは白馬津（現在の河南省安陽市滑県）において黄河を渡り、河北の諸県に着くと地元の豪傑たちに説いて回った。
「秦の政治は乱れ、刑罰は残虐で、天下を損なうことは数十年に及ぶ。北では万里の長城を建てる徭役があり、南では五嶺 の守備の兵役があった。国の内外は騒乱状態となり、民衆は疲弊しているのに、頭を箕で取るかのように数えて税をとって、軍費にあてている。（民衆の）財産は乏しく、力は尽きて、民衆は安らかな人生を過ごせていない。さらにその上に厳しい法律とむごい刑罰をもって（統治しているため）、天下の親子たちは安らかに暮らせていない。陳王（陳勝）は勇気を奮って、天下の為に事を起こした。王が領有する楚の地は二千里四方、響き応じないものはなく、家々は自分のために怒り、人々は自分の為に戦っている。各々が恨みに報じ、仇を攻め、県では秦の県令・県丞を殺し、郡では秦の守尉を殺している。すでに、大いなる張楚の陳王は、呉広と周文に百万の兵力を率いらせ、西に向かい秦を討たせている。この時において、（陳勝に従って秦を討伐し）、封侯（となる）の事業を成さないものは豪傑ではない。諸君らも試しに一緒にこのことを謀ろうではないか！　天下の人々は同じ気持ちで、秦によって長い間苦しめられてきた。天下の人々の力で無道の君を攻め、父兄の恨みに報いて、土地を分け与えられるほどの事業を成功させるのは、士としての好機なのだ」。
豪傑たちはその言葉をその通りであると感じた。それから、武臣は行軍中に兵を集めて、数万人の兵を得た。武臣は武信君と号した。趙の地にある10の城を降伏させる。その時、秦から送られてきた役人は全て処刑した。
残りの城は全て防衛を行い、降伏に同意するところはなかった。そこで、武臣は兵を率いて、東北にある燕の范陽（現在の河北省保定市定興県）に攻撃した。
そのとき説客蒯通が范陽の県令を説得して、使者として武臣と面会する。蒯通は武臣に対して、范陽の県令の命を保障し、侯に封じて改めて范陽の県令に任命した上で、このことを宣伝して燕や趙の城を降伏させるようにすることを提案する。武臣が同意して、范陽の県令を侯に封じると、趙の城は三十余城が降伏してきた。
同年8月、武臣はさらに進軍して、趙の邯鄲に至った。
張耳と陳余は、武臣に対して「将軍（武臣）が王とならねば河北を治めるのは難しいでしょう。また、陳王（陳勝）は（各方面に向かった諸将に対する）讒言を聞き入れており、このまま陳へ帰還してもおそらくは誅殺され、その上で陳王の兄弟か、趙王の子孫を立てるでしょう。時期を失ってはいけません」と進言した。
武臣は、二人の進言を聴き入れて、趙王を称した。張耳を右丞相に、邵騒を左丞相に、陳余を大将軍に任じて、陳勝に報告した。これを聞いて陳勝は激高したが、上柱国の房君・蔡賜の進言で、妥協して武臣が王を称するのを認めた上で、武臣らの家族を宮中に拘束し、秦への函谷関攻撃を武臣に命じた。
武臣は、張耳・陳余の「張楚（陳勝の国）は、計略で（武臣を）王に任じただけです。楚が秦を滅ぼせば、兵を趙に向けるでしょう。兵を西に向かわせず、北の燕・代を攻め、南の河内を取り、自身の領土を広げてください。南は黄河に拠り、北は燕・代を有していれば、楚が秦を滅ぼしても、趙を制することはできないでしょう」という進言に同意する。そこで兵を西に向かわせず、韓広に燕を攻略させ、李良に趙の恒山（現在の河北省石家荘市）を攻略させ、張黶に上党を攻略させた。
同年9月、韓広は趙のために土地を攻略していたが、薊に着くと、燕の人々に燕王として擁立される。
そこで、武臣は張耳・陳余とともに、北上して燕との国境の土地を攻略した。武臣はひそかに出ていき、燕の軍に捕らえられてしまう。燕の将は武臣を拘束し、「趙の土地の半分を分けて燕にくれれば、趙王（武臣）は帰そう」と要求した。趙から十数人の使者から送られたが、燕に使者は殺され、土地を与えることが要求された。張耳と陳余は心配したが、趙の兵舎にいた雑役の兵士が燕に対し、「張耳と陳余の本当の望みは武臣が死に、自分たちが王となることである。そうなったら燕は滅びるであろう」と説得したため、武臣は返してもらえた。武臣はその雑役の兵が御者を務める車に載って、趙に帰った。
二世二年（紀元前208年）11月、李良がすでに恒山を平定したため、帰還して報告した。武臣はまた、李良に太原を攻略させる。李良は秦軍が井陘関を塞いでいたため、前進できなくなり、邯鄲に引き返して増援の兵を請おうとした。李良は、邯鄲に着く道中で、武臣の姉が乗る車の行列を見て、武臣の車の行列と思って拝謁したが、武臣の姉は酔っていて将（李良）であると気づかず、車から降りず、騎兵に李良に挨拶させた。軽んじられたと感じた李良は、秦から内通の勧誘が行われていたことも手伝い、まず武臣の姉を殺害して邯鄲を襲撃した。
邯鄲ではこの動きに気づかず、武臣と邵騒は李良に殺されてしまう。張耳と陳余は逃走した。
同年端月（1月）、武臣亡き後に、張耳・陳余らは趙の旧王族の趙歇を趙王とし、信都を根拠地とした。
なお、劉邦を裏切り続けた雍歯、河南王申陽、殷王司馬卬らも武臣の将 であった。